# المنظمة الدولية للمهجرين التونسيين
المنظمة الدولية للمهجرين التونسيين هي منظمة تونسية تكونت على إثر مؤتمر انعقد بمدينة جينيف السويسرية يومي 20 و21 جوان 2009.

## المؤتمر التأسيسي
انعقد المؤتمر التأسيسي لهذه المنظمة تحت عنوان حق العودة حق واسترداده واجب، وقد ترأسه عماد الدايمي، وحضره عدد من المعارضين التونسيين عن الأحزاب التالية: حركة النهضة الإسلامية والمؤتمر من أجل الجمهورية والحزب الديمقراطي التقدمي وحزب تونس الخضراء وممثلين عن عدد من جمعيات المجتمع المدني. كما دعم هذا المؤتمر حزب العمال الشيوعي التونسي. ووردت على المؤتمرين برقية تضامن عن حركة التجديد والرابطة التونسية للدفاع عن حقوق الإنسان.

## هدفها
طرحت المنظمة على نفسها أنها تعمل على تحقيق العودة الآمنة الكريمة والشاملة لكل المهجرين التونسيين بسبب أفكارهم أو انتماءاتهم أو أنشطتهم المعارضة.

## المكتب التنفيذي
وقد قرر المؤتمرون بعث هذه المنظمة وانتخاب مكتب تنفيذي لها يضم: نور الدين ختروشي، رئيسا وعضوية كل من: عماد الدايمي ولطفي الهمامي وسليم بن حميدان وكمال العيفي والطاهر العبيدي والسيدة رشيدة النفزي.

## رد فعل السلطة التونسية
صرح وزير العدل التونسي قائلا: التونسيّون الموجودون بالخارج والّذين يُعتبرون أنفسهم مُبعدين ويتحدّثون عن حق العودة ، نقول لهم تونس مفتوحة لكلّ التونسيّين دون استثناء ، ومن صدرت بحقهم أحكام فإنّهم إمّا وقد انقضت العقوبة بمرور الزمن أو أنّ عقوبتهم لم تنقض بعد وهو ما يستلزم إجراءات قضائيّة في الاعتراض.